# Анкудиновка (технопарк)

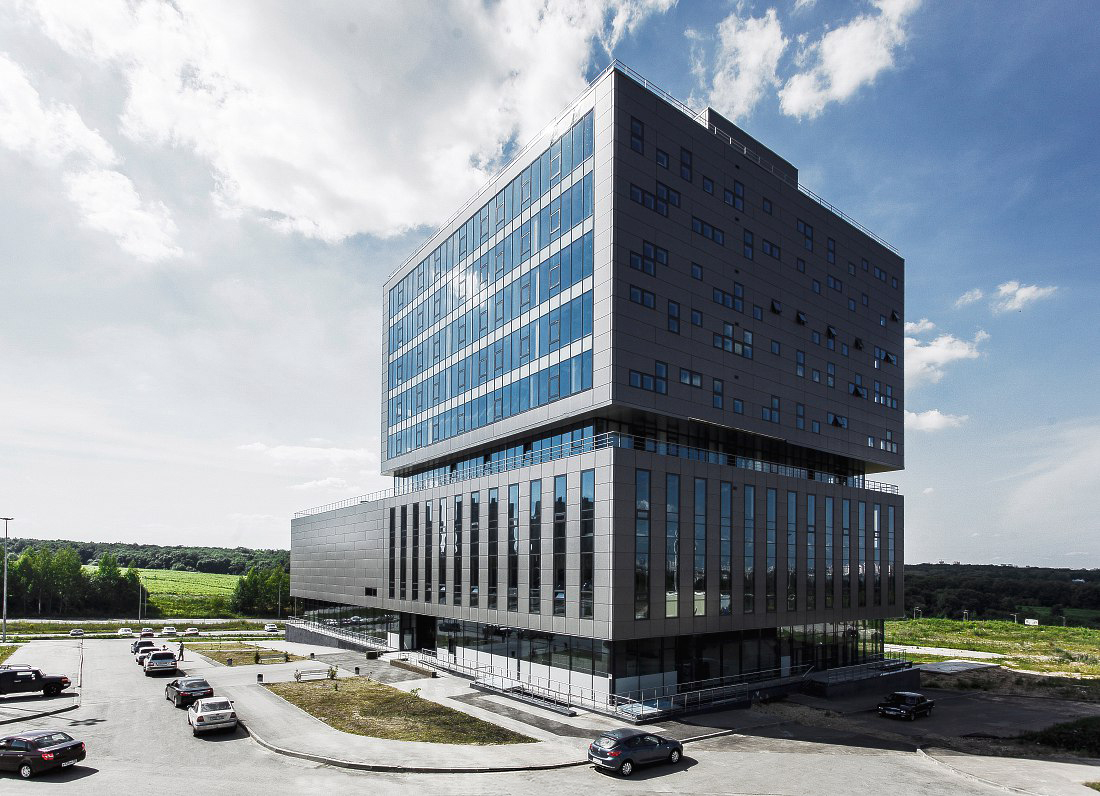
Технопарк «Анкудиновка»

Технопарк «Анкуди́новка» — организация инфраструктуры государственной поддержки малого и среднего инновационного бизнеса в Нижнем Новгороде.
ИТ-парк был построен в рамках Федеральной программы «Создание в Российской Федерации технопарков в сфере высоких технологий» и является определяющим звеном всего комплекса поддержки предпринимательства в Нижегородской области.
Структуру «Анкудиновки» образуют два объекта: бизнес-центр и бизнес-инкубатор.

## История
В Нижегородской (ранее Горьковской) области традиционно развито промышленное производство, в особенности военно-промышленной направленности. Регион обладает большой академической базой для технических и гуманитарных высших учебных заведений: Университета Лобачевского, НГТУ, РОАТ МГУПС, ВШЭ и других. Исторически Нижний Новгород являлся крупнейшим центром внутренней торговли России.
Технопарк был построен в рамках государственной программы «Создание в Российской Федерации технопарков в сфере высоких технологий» начало которой было положено Президентом России Владимиром Путиным. 22 января 2005 года он дал официальное поручение о её подготовке Правительству. Координатором программы по развитию технопарков является Министерство связи и массовых коммуникаций.
Проектирование и строительство технопарка было начато после того, как 2 августа 2007 года прошло согласование проекта инвестиционным советом при губернаторе Нижегородской области.
Открытие технопарка состоялось 8 июня 2015 года. В церемонии открытия приняли участие министр связи и массовых коммуникаций России — Николай Никифоров и губернатор Нижегородской области — Валерий Шанцев.
С 27 мая 2015 года технопарк стал региональным представителем Фонда содействия развитию малых форм предприятий в научно-технической сфере, более известным как «Фонд Бортника». В июле 2015 года бизнес-центр технопарка был передан в оперативное управление государственного учреждения «Нижегородский инновационный бизнес-инкубатор». Таким образом, он получил статус управляющей компании в сфере высоких технологий.
Общая площадь построенного бизнес-центра и бизнес-инкубатора технопарка — более 17 тысяч квадратных метров.
По состоянию на апрель 2017 года выпускниками бизнес-инкубатора технопарка были 74 организаций Нижнего Новгорода, а резидентами технопарка являются порядка 10 компаний.

## Направления деятельности
Управляющая компания технопарка предоставляет резидентам рабочее пространство под офисы (в том числе на условиях льготной аренды), а также различные сопутствующие услуги.
Также управляющая компания занимается распределением грантов коммерческих и государственных структур, выдачей микрозаймов, помощью в бухгалтерском и юридическом сопровождении.
Резиденты технопарка могут получать налоговые льготы.
Отраслевая специализация технопарка — информационные и коммуникационные технологии, приборостроение, машиностроение, электронная техника, химические и биомедицинские технологии, а также разработка новых материалов.
Поддержку могут получить компании, осуществляющие деятельность в сфере высоких технологий:
- создание наукоемкой продукции, доведение ее до промышленного применения, включая изготовление, испытание и реализацию; серийное производство высокотехнологичной продукции;
- оказание высокотехнологичных научно-технических, производственно-технологических, консалтинговых и информационных услуг, обеспечивающих создание наукоемкой продукции.

### Межвузовский центр высоких технологий
Межвузовский центр высоких технологий (МЦВТ) — субъект инфраструктуры технопарка, целью которого является создание условий для организации совместной эффективной деятельности научно-инновационных коллективов и малых предприятий, открываемых по инициативе студентов, магистрантов, аспирантов и научных сотрудников вузов для реализации оригинальных научно-технических идей и социальных проектов, а также формирование и повышение у слушателей профессиональных знаний, навыков и компетенций в сфере управления организациями, проектами, человеческими ресурсами.

### Структура
Блок инновационных компетенций (координация инновационной и предпринимательской деятельности студентов, аспирантов, научных работников и сотрудников вузов):
- создание организационных механизмов формирования междисциплинарных научных и проектных групп;
- организация и проведение краткосрочных обучающих мероприятий для молодежи в сфере науки и инноватики;
- обеспечение прединкубационного процесса (ярмарка идей, тренинги предпринимательских компетенций).

Блок трансфера технологий (содействие развитию межвузовской инновационной деятельности, создание условий для взаимодействия университета с промышленными предприятиями, коммерциализация научных разработок):
- проектная работа;
- работа с грантами, внешними организациями;
- аналитика и взаимодействие с инновационными организациями;
- коворкинг (оборудованный компьютерный класс и модернизированные офисные помещения).

Руководством технопарка подписаны соглашения с ведущими вузами Нижегородской области. В рамках данных соглашений регулярно проводятся мероприятия, направленные на создание и развитие малых высокотехнологичных предприятий и реализацию других форм коммерциализации результатов научной деятельности представителей вузов.

## Критика
- Зимой 2015 года, еще на этапе строительства «Анкудиновки», Счетная палата РФ проверила расходование бюджетных средств в рамках комплексной программы «Создания технопарков в сфере высоких технологий». По ее итогам были выявлены многочисленные нарушения, в том числе 75 % федерального бюджета, выделенного на создание «Анкудиновки», были потрачены на инфраструктуру Нижнего Новгорода, не связанную с самим технопарком.

- За год до открытия технопарка, на независимом портале Zercalo.org появилась статья с провокационным названием «Конец „Анкудиновки“». Автора волновал вопрос включения в прогнозный план приватизации строившуюся для технопарка «Анкудиновка» котельную. По данным сайта госзакупок видно, что строительство котельной обошлось бюджету Нижегородской области в полмиллиарда рублей, а проектные тепловые мощности современной котельной в «Анкудиновке» составляют 142 мегаватта. Рассуждая о судьбе котельной, автор выразился так: «Отапливать эта котельная будет будущие торговые центры и жилые кварталы одного известного нам бизнес-клана, а не обещанную нижегородцам „Силиконовую долину“, от которой остался лишь остов недостроенного офиса».

## Перспективы развития
Перспективными направлениями развития технопарка «Анкудиновка» считаются[кем?]:
- Работа по привлечению иностранных проектов на территорию технопарка;
- Формирование IT-кластеров и предоставление их участникам определенных льгот и преференций, связанных либо с налоговыми платежами, либо с платежами во внебюджетные фонды, либо льготы, связанные с предоставлением целевого финансирования под реализацию проектов участников кластера;
- Работа с ВУЗами, центрами занятости населения, промышленными предприятиями для поддержки инновационных проектов формируемых и реализуемых представителями крупных промышленных предприятий для тех предприятий, деятельности которых данные проекты не являются целевыми.
- Развитие рынка венчурных инвесторов — Создание благоприятной среды в регионе для работы «бизнес-ангелов», венчурных инвесторов располагающихся за пределами региона и РФ. Продвижение проектов региона в ведущих мировых on-line сервисах по привлечению инвесторов («AngelList», «StartupPoint», «Napartner», «Wanted Venture Capital», «PitchBook»).
- Развитие детского технопарка и школы робототехники: совместно с ГБУ ДО Поволжским центром аэрокосмического образования (ПОЦАКО) создать новую модель системы дополнительного образования детей. Цель проекта — вовлечение как можно большего количества учащихся в инженерно-конструкторскую и исследовательскую деятельность в различных областях. В технопарке школьники и абитуриенты смогут разрабатывать инженерные и исследовательские проекты, работая на современном оборудовании под руководством отраслевых экспертов и преподавателей вузов.